# دانغبايكجيون
دانغبايكجون (الكورية: 당백전؛ هانجا: 當百錢) يشير إلى سلسلة من العملات النقدية التي اُستُخدِمَت خلال أواخر فترة جوسون من التاريخ الكوري ، وقد أُصدِرَت لأول مرة في نوفمبر من عام 1866 ( جوجونج 3) بأمر من هيونجسون دايوونجون .
نُقشت الهانجا على وجهي العملة. الكلمات المنقوشة على الوجه الأمامي هي Sangpyeong Tongbo [خطأ: تحقق من وسيط ورمز اللغة] ( (الكورية: 상평통보؛ هانجا: 常平通寶) )، وعلى الجانب الخلفي، هو داي دانج بايك ( (الكورية: 호대당백؛ هانجا: 戶大當百) هوي (호, 戶) تعني هوي جيو (호조, 戶曹) ‏ ، وزارة الإيرادات في مملكة جوسون.
كما هو مكتوب، كانت قيمتها 100 مون، أي ما يعادل 100 ضعف قيمة عملة يوبجون ‏ العادية، وسرعان ما تسبب ذلك في تضخم اقتصادي قاتل في مملكة جوسون. انتهى العمل بها في أبريل 1867، بعد ستة أشهر فقط من استخدامها. 

## تاريخ

### الإصدار
في عام ١٨٦٦ (السنة الثالثة من حكم الملك غوجونغ )، تراجعت سلطة جوسون الملكية. لاستعادة سلطته، خطط هيونغسون دايوونغون لإعادة بناء قصر غيونغبوك. كما كان لا بد من تعزيز القوة العسكرية لحماية جوسون من غزو الدول الغربية. ومع ذلك، كانت جوسون تعاني من صعوبات مالية كبيرة في ذلك الوقت. لذلك، احتاجت الحكومة إلى مبلغ كبير من المال للمضي قدمًا في تلك الخطط، وأمر دايوونغون بإصدار عملة نقدية جديدة من فئة ١٠٠ مون، تُسمى دانغبايكجون، في هو جيو ‏ (الكورية: 호조؛ هانجا: 戶曹) وزارة الإيرادات في جوسون. كما أمر دايوونغون بالتخلي عن منجم نحاس جبل كابسان ‏ ، الذي كان أكبر منجم نحاس في جوسون ، حيث احتاجت الحكومة إلى حل مشكلة توفير المكونات اللازمة لصنع المزيد من عملات سانغبيونغ تونغبو النقدية . لذلك، أصدرت الحكومة عملات معدنية ذات قيمة أعلى باستخدام نفس كمية المواد. ولتحفيز التداول بعد إصدار دانغبيكجون، أمرت حكومة جوسون باستخدام كل من دانغبيكجون والفئة الأقل من عملات سانغبيونغ تونغبو النقدية معًا في كل عملية تجارية أو تبادل نقدي.  

### المشاكل

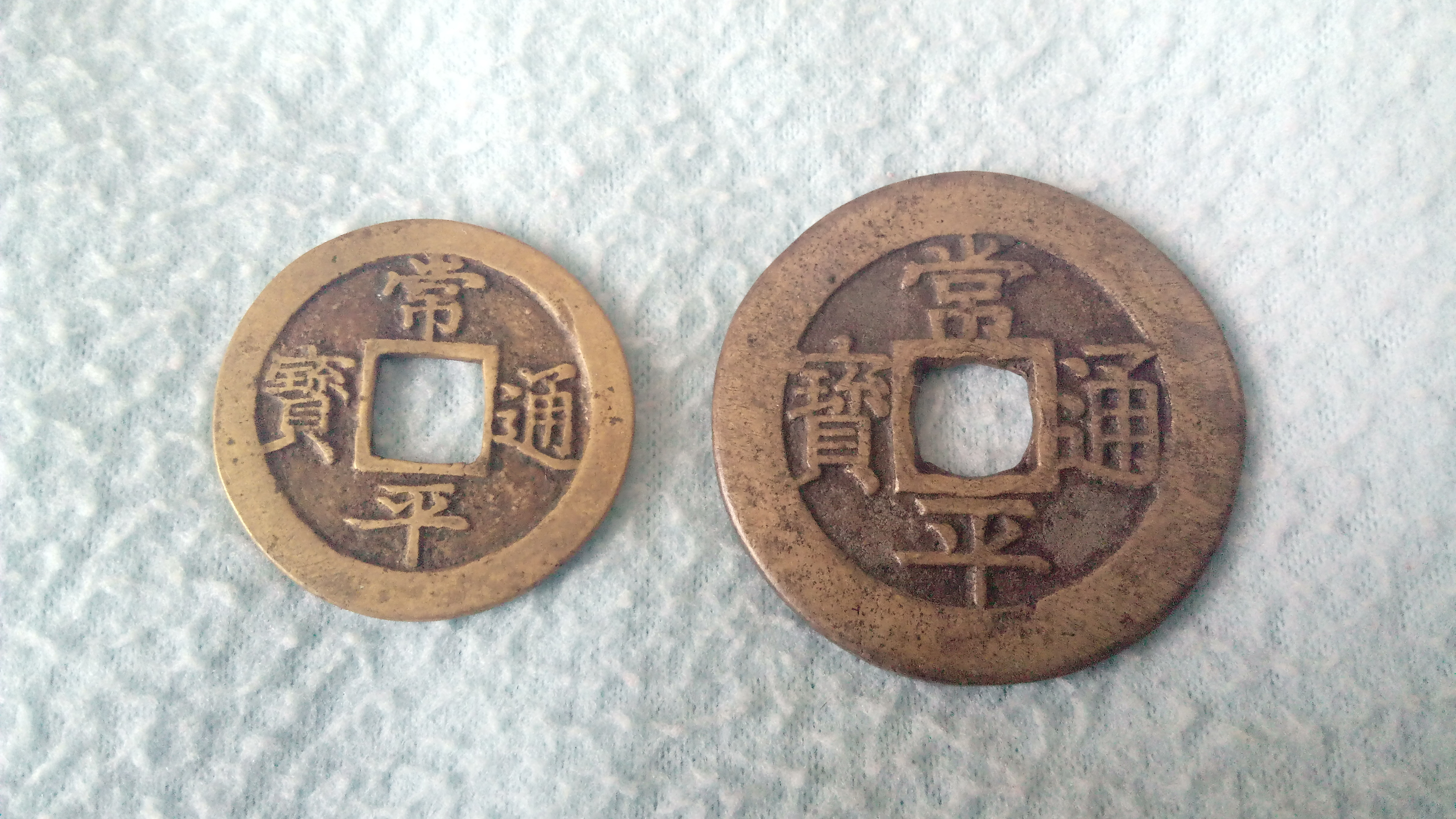
مقارنة الحجم بين دانغيجون (عملة نقدية بقيمة 2 مون) ودانغبايكجون (عملات نقدية بقيمة 100 مون).

واجهت عملة دانغبايكجون العديد من المشاكل الخطيرة. أولًا، كانت 100 مون وحدة كبيرة لعامة الناس. لم يتمكنوا من استخدام العملات المعدنية وكان بإمكانهم فقط التجارة فيما بينهم. كانت دانغبايكجون تُستخدم أحيانًا في المعاملات الكبيرة، ولكنها لم تكن ضرورية لعامة الناس، الذين يتعاملون عادةً بوحدات صغيرة. ثانيًا، كانت هناك فجوة كبيرة بين القيمة الحقيقية والقيمة الاسمية. في حين أن القيمة الاسمية لدانغبايكجون كانت 100 ضعف قيمة مون سانجبيونغ تونغبو القياسي، فإن القيمة الجوهرية للعملة كانت خمسة إلى ستة أضعاف فقط من قيمة سانجبيونغ تونغبو. نظرًا لصعوبة قبول العملات التي بها فجوة كبيرة بين القيمة الحقيقية والقيمة الاسمية، لم تكن موضع تقدير من الناس. ثالثًا، استخدمت الحكومة دانغبايكجون كوسيلة لشراء السلع فقط ولكنها لم تقبلها عند دفع الضرائب. أدى ذلك إلى انخفاض ثقة الجمهور في العملة. 
لذلك، مع استمرار إصدار المزيد من عملات دانغبايكجون النقدية، حدث تضخم مفرط . سعر كوكو واحد (الكورية: 섬؛ هانجا: 石) من الأرز (يعادل كوكو واحد من الأرز 144 كجم )، والذي كان يعادل 7 إلى 8 نيانغ ( (الكورية: 냥؛ هانجا: 兩) قفز سعرها حوالي ست مرات في بداية إصدارها. بدأ بعض الناس في صهر عملة سانج بيونج تونجبو وتزويرها.  تجنب أصحاب سانغ بيونغ تونغبو التبادل مع دانج بايك جون، لذلك لم يطرحوها في السوق.
نتيجةً لذلك، أصبحت عملة دانغبايكجون عملةً رديئة ، وأصبحت عملة سانغبيونغ تونغبو ذات الفئة الأقل عملةً جيدة . ويرتبط هذا بقانون جريشام ، وهو مبدأ نقدي ينص على أن "العملة الرديئة تطرد الجيدة".
حدث تقديم عملة 100 مون بالتزامن مع عملة 100 مون Tenpō Tsūhō التي أصدرها شوغون توكوغاوا في عام 1835 (ردًا على عجز الحكومة)،  وعملة 100 وين التي أصدرتها أسرة تشينغ في عام 1853 (ردًا على تمرد تايبينغ )،  وعملات ريوكيوان النقدية 100 مون   ونصف شو ،    والعملات النقدية الكبيرة تو دوك باو ساو في فيتنام .    تسببت كل هذه العملات النقدية الكبيرة أيضًا في التضخم على مستويات مماثلة.

### الإزالة
أوقِف إنتاج دانغبايكجيون رسميًا في 16 يونيو 1867، بعد مرور 172 يومًا من تاريخ الإنتاج الأول حتى تاريخ إيقافه.  في العام التالي، أوقِف توزيعه بسبب استئناف من Choe Ik-hyeon (الكورية: 최익현؛ هانجا: 崔益鉉)، جانجليونج (الكورية: 장령؛ هانجا: 掌令) في عهد جوسون.  أصر على أن عملة دانغ بايك جون أثرت سلبًا على جميع طبقات المجتمع الكوري خلال عامين من تداولها. بعد توقف توزيعها، اُستُبدِلَت بعملات سانجبيونغ تونغبو النقدية من فئة أقل أو بالعملة الصينية ( (الكورية: 청전؛ هانجا: 掌令) ) واُستُخدِمَت في الحديد.
بعد إلغاء دانغبايكجيون، قدمت الحكومة الكورية دانغوجون (當五錢، 당오전) في عام 1883. ومثل دانغبايكجون السابقة، تسببت هذه الفئة أيضًا في انخفاض حاد في قيمة العملات المعدنية مما جلب الكثير من الاضطرابات للاقتصاد الكوري.  ومنذ هذه النقطة فصاعدًا، بدأت العملة اليابانية في إغراق السوق الكورية وبدأ المون الكوري يفقد قوته. 

## تقدير
يُعدّ دانغبايكجيون مثالاً واضحاً على ما يحدث عند إصدار النقود متجاهلاً قيمتها الحقيقية وفرص الدولة في الحصول على الضمانات. لم يقتصر الأمر على التضخم فحسب، بل دمّر اقتصاد جوسون أيضاً. مع انتهاء عهد هيونغسون دايوونغون ودخول الملك غوجونغ في السياسة، أدى انخفاض التسلح إلى وقوع حادثة جزيرة كانغهوا . وبسبب نقص التمويل الوطني، وقعت حادثة إيمو ‏ . كما يُعتبر بنك كوريا (البنك المركزي لجمهورية كوريا الحديثة) تاريخاً سيئاً لسياسة الإصدار. كانت قيمة دانغبايكجيون سيئة للغاية لدرجة أن الناس أطلقوا عليها اسم تانغدون (الكورية: 땅돈)، ويتغير النطق إلى تاينغجيون (الكورية: 땡전). في كوريا، هناك قول مأثور "Ttangjeon han pun eopda" (الكورية: 땡전 한 푼 없다) غالبًا ما يُستَخدَم، مما يعني "أنا مفلس".